# Phrynobatrachus parkeri
Espèce
Statut de conservation UICN

 LC  : Préoccupation mineure
Phrynobatrachus parkeri est une espèce d'amphibiens de la famille des Phrynobatrachidae.

## Répartition
Cette espèce est endémique de la République démocratique du Congo. Son aire de répartition est assez mal connue et n'est connue que dans le centre-Ouest et le Nord-Est du pays,.

## Étymologie
Son nom d'espèce, parkeri, lui a été donné en référence à Hampton Wildman Parker, herpétologiste britannique.

## Publication originale
- de Witte, 1933 : Batraciens nouveau du Congo Belge. Revue de Zoologie et de Botanique Africaines, vol. 24, p. 97-103.